# Медаль «За взятие штурмом Геок-Тепе»
Медаль «За взятие штурмом Геок-Тепе» — государственная награда Российской империи, учреждённая в память о Геоктепинском сражении.

## Основные сведения
Медаль «За взятие штурмом Геок-Тепе» — медаль Российской империи для награждения лиц, имевших отношение к взятию Геок-тепе под командованием генерала Скобелева. Медаль имела два основных варианта — серебряный и бронзовый. Медаль учреждена 19 февраля (3 марта) 1881 года по указу императора Александра II, который был дан военному министру Д. А. Милютину. Позже, 7 мая 1881 года, по указу Александра III золотыми медалями были награждены шах Персии Насреддин и его военный министр Сапехсалар-Азам-Мирза-Хусейн-хан. 17 августа 1881 года был также награждён министр иностранных дел Персии Мирза Саид-хан. Награждение золотыми медалями связано с оказанием материальных услуг правительством Персии: оно способствовало снабжению русской армии продовольствием и перевязочными материалами во время присутствия войск на территории Персии.

## Порядок вручения
Серебряной медалью награждались следующие лица:
- Все военные, строевые и нестроевые, ополченцы и волонтёры, участвовавшие в штурме крепости Геок-тепе;
- Медицинские работники и священники, исполнявшие свои обязанности при штурме крепости Геок-тепе.

Бронзовой медалью награждались следующие лица:
- Военные, ополченцы, волонтёры, вольнонаёмные работники, чиновники, медицинские работники и священники, служившие на территории Закаспийской области в 1877—1880 годах;
- Вольнонаёмные работники и прислуга, оказавшие какие-либо военные отличия в связи с штурмом крепости Геок-тепе;
- Лица всех сословий, оказавшие какие-либо особые заслуги в течение этих военных операций и экспедиций[2][3][4][5][7].

## Описание медали
Медали сделаны из серебра, светлой бронзы или золота. Диаметр 28 мм. На лицевой стороне медали изображён витиеватый вензель Александра II. Над вензелем изображена большая императорская корона. Вдоль бортика простой орнамент из точек. На оборотной стороне медали горизонтально расположена надпись в пять строк:
ЗА ВЗЯТІЕ
ШТУРМОМЪ
ГЕОКЪ-ТЕПЕ
12 ЯНВАРЯ
1881 ГОДА
Основной тираж изготовлен на Санкт-Петербургском монетном дворе за период с 1881 до 1887 года. Было отчеканено 3 золотых, 11 301 серебряных и 18 923 бронзовых медалей. Существуют варианты медали, что связано с тем, что допускалось изготовление медали частными мастерскими. Разные варианты могут несколько отличаться деталями изображения. Известны медали частных мастерских с диаметром 26 мм.

## Порядок ношения
Медаль имела ушко для крепления к колодке или ленте. Носить медаль следовало на груди. Лента медали — Георгиевская. С 13 (26) августа 1911 года, по указу Николая II, раненые и контуженые в боях получили возможность носить эти медали на ленте с бантом.

## Комментарии
1. ↑  Ныне город Гёкдепе, Туркменистан